# Albert Soler i Sicília
Albert Soler i Sicília (Barcelona, 27 de febrer de 1966) és un dirigent esportiu català militant del PSC-PSOE, ex-secretari d'Estat per l'esport i ex-director general d'Esports del Consell Superior d'Esports (CSD). Actual Conseller Delegat de Metropolitan Sport Club des de 2024.

## Biografia
És llicenciat en Ciències de l'Activitat Física i l'Esport per l'INEFC Barcelona i graduat en un màster de Gestió Pública. Antigament havia estat jugador de waterpolo a les files del Club Esportiu Mediterrani club amb el qual jugà a la Divisió d'Honor espanyola.
Soler és funcionari de carrera de l'Ajuntament de Barcelona, on ha ocupat diversos càrrecs de responsabilitat en la gestió esportiva. Des del 1999 al 2008 ocupà els càrrecs de director d'Esports de la ciutat, director-gerent de l'Institut Barcelona Esports i director del Pla Estratègic de l'Esport de Barcelona.
Del 30 d'abril de 2008 fins a l'1 d'abril de 2011 va ser director general d'esports al Consell Superior d'Esports (CSD) ocupant, d'aquesta forma, el càrrec més important de l'organisme per sota del seu president, Jaime Lissavetzky. A l'hora de liderar la direcció general va assumir, entre altres càrrecs, la presidència de la Subcomissió de Salut i Esport i la de la Comissió Antiviolència. Soler fou nomenat director general d'esports a proposta de Mercedes Cabrera, l'aleshores ministra d'Educació, Política Social i Esports espanyola, i així substituí Manuel Fonseca, que destinà els seus esforços a la candidatura de Saragossa-Pirineus per als Jocs Olímpics d'Hivern de 2022. Abans de ser director general d'esports va ser gerent del Sector de Cultura, Educació i Benestar de l'Ajuntament de Barcelona, que, a més a més, comprenia les àrees d'Esports, Immigració, Cooperació Internacional, Joventut i Dona.
L'1 d'abril de 2011 fou nomenat secretari d'Estat per a l'Esport d'Espanya (i, per tant, president del Consell Superior d'Esports) en substitució de Jaime Lissavetzky, perquè aquest es pogués dedicar a les eleccions primàries del partit i esdevenir així el candidat del PSOE a l'Ajuntament de Madrid a les eleccions municipals espanyoles de 2011. El 7 d'octubre del mateix any abandonà el càrrec de secretari d'Estat per a presentar-se com un dels candidats del PSC a les eleccions generals espanyoles de 2011, esdevenint el setè dels deu diputats del grup parlamentari socialista per la circumscripció de Barcelona, en una legislatura en què els diputats del PSC al Congrés van votar en contra de decisions aprovades al Parlament de Catalunya, com en la petició de traspàs a la Generalitat de la competència per convocar referèndums.
El 2012 fou imputat per malversació de fons dins del sumari del cas Nóos, i fou citat a declarar sobre el pagament de 12.000 euros a l'Institut Nóos l'any 2004, quan ell era director general d'Esports de l'Ajuntament de Barcelona. Hores després, el magistrat del jutjat d'instrucció núm. 3 de Palma deixà sense efectes la citació perquè no se'l podia processar durant el mandat en tant que gaudia de la condició d'aforat.
L'any 2013 optà sense èxit al càrrec de president executiu de l'Associació de Clubs de Bàsquet (ACB). El 10 de juny de 2014 deixà el seu escó de diputat i esdevingué nou director de relacions institucionals del Futbol Club Barcelona, càrrec que compaginà al club amb el de Director d'Esports professionals des de 2015. El 30 de març de 2021, menys d'un mes després de les eleccions a la presidència del FC Barcelona, la nova directiva presidida per Joan Laporta prescindí dels seus serveis després de vuit anys al club i més de seixanta títols aconseguits per a l'entitat blaugrana.
El 4 de maig de 2021, el Consell de Ministres del Govern espanyol aprovà el seu nomenament com a nou director general d'Esports del Consell Superior d'Esports, càrrec que ja exercí entre 2008 i 2011, i que comportà la substitució del titular fins al moment Joaquín de Arístegui.
Al maig de 2024 es va fer oficial la seva incorporació a Metropolitan Sport Club sota el càrrec de conseller delegat (CEO) de l'empresa.
Casat i amb dos fills, un noi i una noia, dedica part del seu temps d'oci a participar en curses populars amb bones marques en marató i mitja marató.

## Seleccions catalanes
Coincidint amb el tres mesos de l'assumpció de la presidència del CSD, La Vanguardia publicà una entrevista on s'abordaven diferents aspectes de l'actualitat esportiva a l'Estat, com ara les repercussions de la crisi econòmica, els escàndols de dopatge o les dificultats classificatòries pels Jocs Olímpics de 2012. Una de les preguntes que Soler hagué de respondre feu referència a l'oficialitat de les seleccions esportives catalanes en competicions internacionals. En aquesta entrevista, mostrà el seu desacord amb l'oficialitat de dites seleccions:
| «                                                                     | No canviarà la legislació. La Constitució diu el que diu, la Carta Olímpica diu el que diu i els estatuts de les federacions internacionals diuen el que diuen. Catalunya no pot legalment competir al mateix nivell que Espanya. Una part no pot jugar contra un tot. La selecció anglesa no juga contra la de la Gran Bretanya. Juga contra Escòcia o Irlanda. La millor projecció de l'esport català la fan els esportistes com Pau Gasol, Xavi, Alguersuari, Navarro, Barrufet…, els directius i els esdeveniments esportius que es fan aquí. O és que els Jocs de Barcelona no van projectar Catalunya? Catalunya és una potència esportiva, però s'ha d'aprofitar a escala global. És un conflicte més polític i mediàtic que no pas esportiu. No veig cap conflicte en cap esportista. | » |
| — Albert Soler a l'entrevista de La Vanguardia, 10 de juliol de 2011. | |   |